# 祐亮
祐亮（ゆうすけ）は、日本の男性2人組インディーズ音楽ユニット「THE AGUL」ギタリスト・作曲担当である。

## 人物
- 生年月日　1997年6月3日（24歳）
- 出身地　大阪府東大阪市
- 出身高校　東大阪市立日新高等学校
- 高校時代　軽音部で部長を務める
- 担当　THE AGULのギタリスト・作曲。作詞・作曲は西尾祐亮名義
- 過去の所属バンド
  - Effort Is Rewarded（ - 2016/12）
  - Upside Down IMP（ - 2018/04）
- サウスポー
- スポーツ サッカー（小学3年〜中学3年）
- 好きなものはブルーベリー、駄菓子、ハイボール、ピノキオ、恐竜、サメ、UMA
- 尊敬するアーティストはONE OK ROCK。
- 夢は恩師との約束の地元東大阪市花園ラグビー場でのフェスを開催する
- 竹中雄大YouTubeメンバーの1人
- THE AGUL事務局は祐亮の元バイト先であるカラオケhanahana。2022年9月より事務局変更

## 楽曲
- 2019年
  - 3月20日
    - 前バンドで共に活動していたギター・作曲の祐亮とドラムのUGで結成。同じ大阪で活動していたKZK[1][出典無効] from Chased by Ghost of HYDEPARK[2][出典無効]と竹中雄大 from Novelbright[3][出典無効]をゲストボーカルに迎え1st.single"Forward"  feat.竹中雄大 from Novelbright[3][出典無効] &KZK[1][出典無効]from Chased by Ghost of HYDEPARK[2][出典無効](Audio)でデビュー。

  - 4月　"Forward"  feat. 竹中雄大 &KZK[1][出典無効](Nuoh. Remix Audio)
  - 5月　"Glory days"  feat.KZK[1][出典無効] from Chased by Ghost of HYDEPARK[2][出典無効](Audio)
  - 7月　"We are not alone" feat.竹中雄大 from  Novelbright[3][出典無効](Audio)
  - 11月　"I want to know" feat.Kaito[4][出典無効] from My limit the univers[5][出典無効](Audio)
  - 12月　"Last forever" feat. Re:name[6][出典無効] (Audio)
- 2020年
  - 9月　"Glory days"~ Ballade  version~feat.KZK[1][出典無効] from Chased by Ghost of HYDEPARK[2][出典無効](Audio)[7]
  - 10月　" I won't let you down" feat.楓乃(Audio)
  - 11月　"END" feat.ケン[8][出典無効](Audio)
- 2021年
  - 4月　"Want me" feat.Lixiao[9][出典無効](Audio)
  - 8月　"Remember I said[10][出典無効][11]" feat.竹中雄大 from  Novelbright[3][出典無効](Audio)
- 2021年
  - 8月31日　"envy"[12][出典無効]  NAMARA Inc.[13][出典無効]　作曲・編曲：西尾祐亮